# Мамлеева, Екатерина Хасьяновна
 Екатерина Хасьяновна Мамлеева (род. 1930, Ленинград) — советская альпинистка, первая советская женщина на «семитысячнике».

## Биография
Родилась 2 октября 1930 года в Ленинграде.
Её первый тренер — Некрасов Виктор Павлович (1928—1995).
Своё первое восхождение совершила в 1951 году, последние — в 1967 году.
Всего совершила 59 восхождений.
Является первой советской женщиной на «семитысячнике» — в 1958 году покорила пик Ленина (7134 м).
По образованию инженер-радиомеханик, закончила ЛИТМО.
Всю жизнь жила и работала в Ленинграде, в настоящее время пенсионерка.
Имеет двоих детей — сына и дочь.

## Награды и звания
- Мастер спорта СССР (1958).